# Carmara
Carmara är ett släkte av fjärilar. Carmara ingår i familjen nattflyn.
Kladogram enligt Catalogue of Life:
| Carmara | \| \| Carmara acidaliaria \| \| \| \| \| \| Carmara atriceps \| \| \| \| \| \| Carmara subcervina \| \| \| \| |
|         | \| \| Carmara acidaliaria \| \| \| \| \| \| Carmara atriceps \| \| \| \| \| \| Carmara subcervina \| \| \| \| |
|         | Carmara acidaliaria                                                                                           |
|         | |
|         | Carmara atriceps                                                                                              |
|         | |
|         | Carmara subcervina                                                                                            |
|         | |